# Сан Юн
Сан Юн (кхмер. សាន យន់; 1905 — 17 квітня 1975) — камбоджійський політик, прем'єр-міністр країни від жовтня 1956 до квітня 1957 року.